# 奥肯费尔斯
奥肯费尔斯是德国莱茵兰-普法尔茨州的一个市镇。总面积1.66平方公里，总人口1072人，其中男性523人，女性549人（2011年12月31日），人口密度646人/平方公里。